# Niu Briten

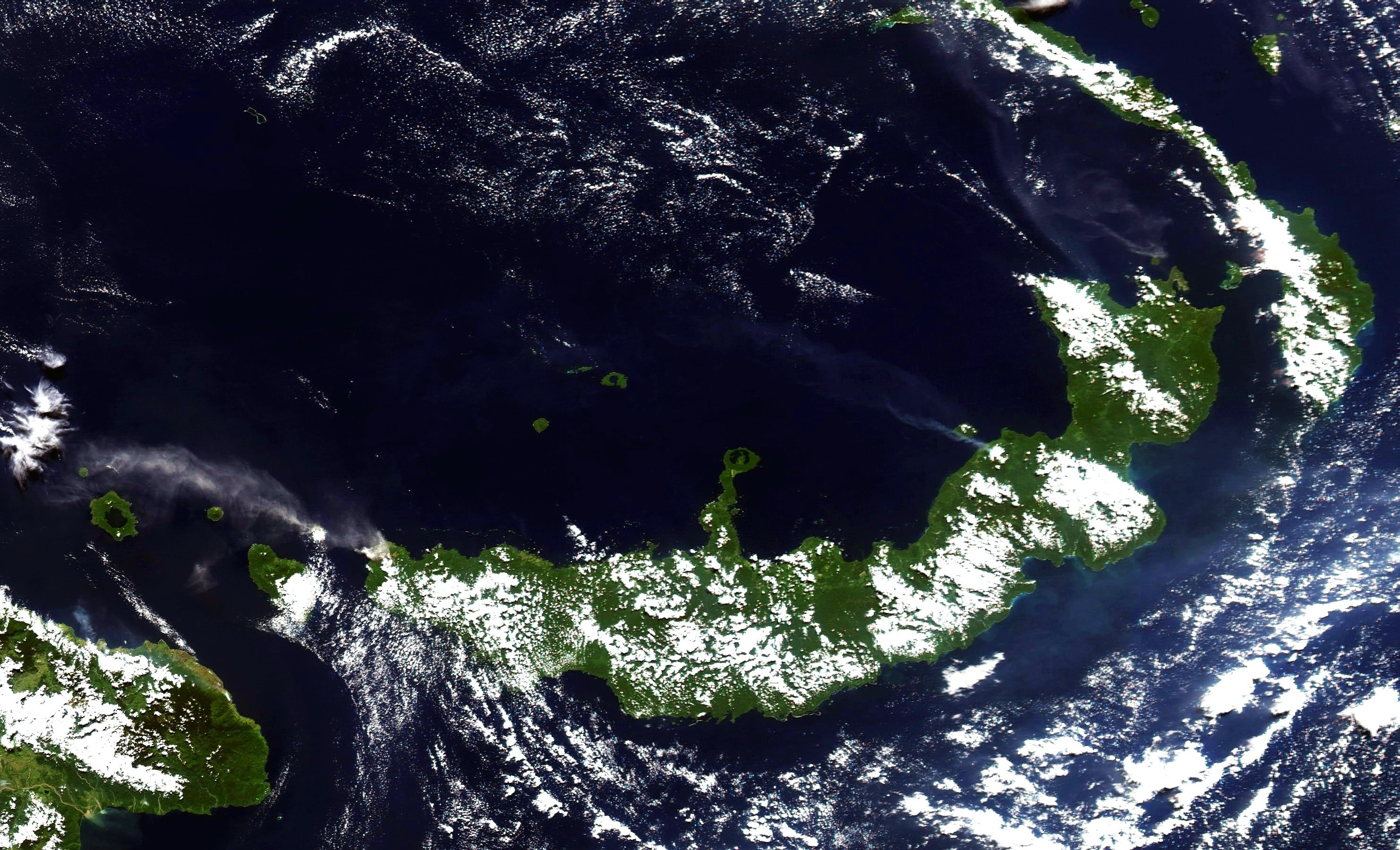
Niu Briten / New Britain

Niu Briten eller New Britain (tidigare Neu Pommern, Nya Pommern) är den största ön i Bismarckarkipelagen i västra Stilla havet och tillhör Papua Nya Guinea.

## Geografi
Niu Briten utgör en del av East New Britain och West New Britain provinserna och ligger cirka 600 km nordöst om Port Moresby. Dess geografiska koordinater är 5°44′ S och 150°44′ Ö.
Ön är av vulkaniskt ursprung och har en area om ca 37 800 km² och är cirka 500 km lång och mellan 30 och 150 km bred. Den högsta höjden är Mount Ulawun / Sinewit på cirka 2 440 m öh.
Befolkningen uppgår till cirka 500 000 invånare. Huvudorterna Kokopo och Kimbe ligger på öns nordvästra resp nordöstra del.
Niu Britens flygplats heter Tokua (flygplatskod "RAB") och ligger 35 km från gamla huvudorten Rabaul, som delvis övergivits efter flera utbrott av vulkanen Tavurvur.

## Historia
Ön har troligen bebotts av melanesier sedan cirka 1500 f.Kr. Den utforskades av den brittiske kaptenen William Dampier i februari 1700.
Området hamnade i november 1884 under tysk överhöghet (Tyska Nya Guinea) varpå ön döptes om till Neu Pommern och hela området till Bismarckarkipelagen. Området förvaltades av handelsbolaget Neuguinea-Compagnie.
Under första världskriget erövrades ön 1914 av Australien som senare även erhöll officiellt förvaltningsmandat för hela Bismarckarkipelagen av Förenta Nationerna.
1942 till 1943 ockuperades ön av Japan men återgick sedan till att bli australiensiskt förvaltningsmandat tills Papua Nya Guinea blev självständigt 1975.